# ایالت کادونا
ایالت کادونا (به لاتین: Kaduna State) یک ایالت در نیجریه است که در نیجریه واقع شده‌است.

## خصوصیات
ایالت کادونا ۴۶٬۰۵۳ کیلومترمربع مساحت و ۶٬۰۶۶٬۵۶۲ نفر جمعیت دارد.